# Cayastá
Cayastá é uma comuna no departamento Garay, da província de Santa Fé, na Argentina.